# Aiguille du Midi des Grands
Aiguilles du Midi
Ne doit pas être confondu avec Aiguille du Midi.
L'aiguille du Midi des Grands pour le côté français ou les aiguilles du Midi pour le côté suisse est un sommet du massif du Mont-Blanc sur la frontière entre la France et la Suisse. Dominant le glacier des Grands au nord et celui du Tour au sud, il se situe entre le col du Génépi qui le sépare de l'aiguille du Génépi à l'ouest et le col du Midi des Grands ou du Midi qui le sépare de l'aiguille ou des aiguilles du Pissoir avec au-delà l'aiguille ou les aiguilles du Tour au sud-est,.
Le contact entre le granite formant le cœur du massif du Mont-Blanc au sud-est et les orthogneiss de sa bordure nord-ouest passe au niveau de l'aiguille qui est ainsi constituée de deux types de roches, respectivement magmatique et métamorphique.